# Volkswagen Käfer
Volkswagen Käfer ([ˈkɛːfɐ]; Käfer в переводе с нем. — «Жук») — легковой автомобиль, выпускавшийся немецкой компанией Volkswagen с 1946 по 2003 год. Является самым массовым автомобилем в истории, производившимся без пересмотра базовой конструкции. Всего изготовлено 21 529 464 автомобиля.
Идея создания народного автомобиля (нем. Volkswagen) была популяризирована нацистами во главе с Адольфом Гитлером. В 1934 году с фирмой Porsche был подписан контракт на разработку такого автомобиля, а в 1938 году началось строительство завода для его производства, но к концу Второй мировой войны ни одного серийного автомобиля выпущено не было.
После капитуляции Германии, освобождения завода американскими войсками в 1945 году и раздела Германии он попал в Британскую оккупационную зону. Благодаря усилиям англичан первые 55 автомобилей сошли с конвейера уже в декабре 1945 года, но активное производство началось только в следующем году. Поначалу автомобиль распространялся среди военных, и только с 1949 года его стали продавать гражданским лицам. Большую роль в развитии завода сыграли поставки на экспорт, до трети выпускавшихся в 1950-е годы автомобилей уходило за границу. В Германии «Жук» производился до середины 1970-х, позже его изготовление было сосредоточено в Латинской Америке, где он был популярен. Оттуда его официально импортировали в Европу до 1985 года, а последний автомобиль сошёл с конвейера завода в Мексике 30 июля 2003 года.

## История

### Разработка (1934—1939)
17 января 1934 года Фердинанд Порше представил в министерство транспорта Германии «Меморандум о конструкции немецкого народного автомобиля», в котором был изложен план создания «практичного автомобиля» для четырёх взрослых, «нормального размера, но относительно малого веса», способного передвигаться со скоростью 100 километров в час. Своё видение массово выпускаемого автомобиля показали на проходившем в марте 1934 года автосалоне в Берлине такие компании, как Opel, Ford, Adler, Stoewer. На открытии выставки недавно избранный рейхсканцлер Гитлер также поддержал идею «дешёвого автомобиля», который принесёт германской автомобильной промышленности «миллионы новых покупателей». Тогда же была озвучена его цена в 990 рейхсмарок. По воспоминаниям секретаря Гитлера Кристы Шрёдер, о создании автомобиля, доступного для каждого жителя, похожего на майского жука, который бы стоил 990 марок и был рассчитан на четырёх человек, Гитлер задумывался ещё в заключении в Ландсбергской тюрьме.
В мае 1934 года Ассоциация автомобильной промышленности Германии (Reichsverband der Automobilindustrie, RDA) выдвинула идею создания немецкого народного автомобиля как совместного проекта частного автопрома. У большинства крупных автомобильных компаний были сомнения в экономической целесообразности такой разработки ввиду низкой целевой цены. Поэтому разработку поручили компании Porsche, с которой 22 июня 1934 года был подписан контракт на разработку технического проекта и создание прототипа автомобиля в течение года. В команду разработчиков входили Эрвин Коменда и Йозеф Микл (нем. Josef Mickl), которые отвечали за кузов, Йозеф Калес (нем. Joseph Kales), который занимался двигателем, Карл Фолич (нем. Karl Fohlich), проектировавший трансмиссию и Йозеф Задрадник (нем. Josef Zadradnik), ответственный за шасси́.
3 июля 1935 года первый прототип был передан технической комиссии RDA. За ним последовали и другие, которые изготавливались на производстве Mercedes-Benz, фирме, на которую раньше работал Фердинанд Порше. Инженеры постепенно преодолевали технические трудности, и автомобиль начинал обретать форму, а шасси и двигатель становились все ближе к заданным требованиям. С октября по декабрь 1936 года три прототипа серии V3 успешно прошли испытание в 50 000 километров; возможность создания автомобиля в соответствии с заложенными принципами была доказана. Но нехватка сырья и нерешённые вопросы с финансированием привели к тому, что проект «Народный автомобиль» был приостановлен.
Всё изменилось, когда в январе 1937 года ответственность за его создание взял на себя Германский трудовой фронт (нем. Deutsche Arbeitsfront, DAF). 28 мая 1937 года DAF учредил в Берлине «Gesellschaft zur Vorbereitung des Deutschen Volkswagens», или «Корпорацию, готовящую дорогу немецкому народному автомобилю», которая 16 сентября 1938 года была переименована в Volkswagenwerk GmbH. В феврале 1938 года начались работы на участке к востоку от Фаллерслебена на Среднегерманском канале по строительству основного завода. Цель состояла в том, чтобы выпустить 150 000 автомобилей в первый год после открытия, запланированного на осень 1939-го. Предполагалось, что будущий автомобиль можно будет приобрести в рассрочку с еженедельным платежом в 5 рейхсмарок. На церемонии закладки фундамента 26 мая 1938 года Гитлер назвал автомобиль «KdF-Wagen», созвучно нацистскому лозунгу «Kraft durch Freude» или «Сила через радость». А посёлок, в котором проживали строители, а позже — работники завода, назвали «Город автомобиля KdF в Фаллерслебене» (нем. Stadt des KdF-Wagens bei Fallersleben).
Начавшаяся 1 сентября 1939 года Вторая мировая война изменила все планы. К этому сроку не было выпущено ни одного серийного автомобиля, вместо них началась перестройка завода для производства военной продукции. Сначала там ремонтировали самолёты, а с 1940 года стали изготавливать армейские вездеходы Kübelwagen. В это же время на заводе началось использование принудительного труда, первой группой таких рабских работников были польские женщины. Позднее там работали узники войны и концлагерей — всего около 20 000 человек, к 1944 году они составляли две трети рабочей силы компании. 11 апреля 1945 года армия США остановила производство военной продукции на заводе и освободила его рабскую рабочую силу, а город был переименован в Вольфсбург по имени стоящего рядом замка.

### Серийное производство после войны (1946—2003)
Как важный работодатель в регионе, Volkswagenwerk обещал выживание местного населения. Об этом думало Британское военное правительство, которое в июне 1945 года взяло на себя управление предприятием. Важную роль в преобразовании завода сыграл майор Великобритании Иван Херст, которому было поручено рассмотреть возможность создания там ремонтной мастерской. Изучив состояние предприятия, он предложил наладить на нём массовый выпуск легковых автомобилей, которых не хватало в послевоенной Германии. Вскоре последовал заказ от военной администрации на 20 тысяч таких автомобилей.
Несмотря на британскую опеку, запущенный 27 декабря 1945 года завод работал неритмично, сказывалась нехватка материалов и электроэнергии. Постепенно технические и организационные проблемы были решены вместе с дефицитом поставок. Когда 8 октября 1949 года англичане передали попечительство над Volkswagenwerk GmbH Федеральному правительству Германии и администрации земли Нижняя Саксония, компания находилась в хорошем состоянии.
Volkswagen считался символом Немецкого экономического чуда благодаря успеху «Жука», который хорошо продавался и экспортировался. В 1950-е Volkswagen экспортировал треть своей автомобильной продукции. «Жук» считался экономичным и надёжным автомобилем, хорошо подходящим для нужд развивающихся стран. Конструкция и внешний вид модели создавали ощущение «бесклассового» продукта, который был индикатором растущего общества потребителей, и отражал переход автомобиля из предмета роскоши в часть повседневной жизни.
Считается, что название «Жук» в печатном виде было впервые использовано в 1958 году в журнале Autosport, а начиная с 1967 года компания Volkswagen официально стала использовать это имя в своих брошюрах.
Первый послевоенный экономический кризис 1966 года показал недостаток ориентированного на одну модель производства. В 1967 году продажи старого «Жука» упали на 14 %, а новой его версии, модели 1600 — на 35 %. Предпринятые в 1968 году усилия по модернизации автомобиля и производства не были бесполезны, но было понятно, что заднеприводный автомобиль с двигателем воздушного охлаждения имеет меньшую популярность на фоне современных моделей. Начиная с 1970 года продажи «Жука» снижались. Крупных потерь удавалось избежать благодаря не снижавшейся популярности автомобиля в Латинской Америке. Но переход на новые модели был неизбежен и 1 июля 1974 года последний «Жук» покинул конвейер завода в Вольфсбурге, уступив место преемнику. Производство модели продолжалось в Латинской Америке до 30 июля 2003 года, когда последний автомобиль сошёл с конвейера в мексиканском городе Пуэбла-де-Сарагоса.
| Хронология | Хронология  | Хронология |
| Год        | Дата        | Событие |
| ---------- | ----------- | --- |
| 1934       | 17 января   | Фердинанд Порше представил в Министерство транспорта Германии «Меморандум по конструкции немецкого народного автомобиля»                                                  |
| 1934       | 22 июня     | Подписан контракт с фирмой Porsche на разработку и изготовление прототипов автомобиля                                                                                     |
| 1935       | 3 июля      | Представлены первые образцы будущего автомобиля |
| 1937       | 28 мая      | Создано «Gesellschaft zur Vorbereitung des Deutschen Volkswagens» (Общество по содействию создания немецкого народного автомобиля)                                        |
| 1938       | 8 февраля   | Началось строительства завода к западу от Fallersleben на канале Mittelland                                                                                               |
| 1938       | 26 мая      | На торжественной церемонии закладки фундамента завода Гитлер называет новый автомобиль KdF-Wagen                                                                          |
| 1938       | 26 июля     | Собрана первая партия из 30 предсерийных автомобилей |
| 1938       | 16 сентября | «Gesellschaft zur Vorbereitung des Deutschen Volkswagens» переименовано в «Volkswagenwerk GmbH»                                                                           |
| 1939       | 17 февраля  | KdF-Wagen впервые показан международной публике на автомобильной выставке в Берлине                                                                                       |
| 1939       | 16 октября  | В связи с началом войны, подготовка производства гражданской продукции была свёрнута и начались работы по изготовлению первой партии армейских автомобилей Kübelwagen     |
| 1941       | 11 июля     | На головном заводе собрана первая партия из 41 гражданского автомобиля KdF-Wagen                                                                                          |
| 1944       | 8 апреля    | Американская авиация разбомбила завод, погибло 14 человек, ранения получили 40                                                                                            |
| 1945       | 11 апреля   | Войска США останавливают производство военной техники на заводе |
| 1945       | 5 июня      | Руководство компанией было передано Британским оккупационным властям |
| 1945       | 27 декабря  | Началось производство гражданских автомобилей под опекой Британской военной администрации                                                                                 |
| 1946       | 14 октября  | Выпущен 10 000-й автомобиль |
| 1947       | 8 августа   | Первые пять автомобилей ушли на экспорт в Голландию |
| 1949       | 22 июля     | Начато производство четырёхместных кабриолетов на фирме Karmann |
| 1949       | 8 октября   | Британские власти передают фирму «Volkswagenwerk» под опеку Федерального правительства Германии, земля Нижняя Саксония берёт на себя управление заводом                   |
| 1950       | 4 марта     | Произведён 100 000 автомобиль, в честь этого каждому работающему выдали премию в 120 марок                                                                                |
| 1950       | 11 октября  | Первые два комплекта для сборки (CKD) был поставлен в Дублин, Ирландия, всего там до конца года было собрано 48 автомобилей                                               |
| 1953       | 23 марта    | Основана первая иностранная производственная компания «Volkswagen do Brasil Ltda» в Сан-Пауло, Бразилия                                                                   |
| 1955       | 5 августа   | Миллионный автомобиль произведён в Вольфсбурге, Германия |
| 1960       | 22 августа  | «Volkswagenwerk GmbH» преобразован в акционерное общество, 60 % акций которого свободно продавались, 40 % принадлежали Федеральному правительству и земле Нижняя Саксония |
| 1964       | 15 января   | Создана фирма «Volkswagen de Mexico» в Мексике |
| 1964       | 8 декабря   | Сборка «Жука» началась на втором заводе Volkswagen в Германии в Эмдене |
| 1972       | 17 февраля  | Выпущен «Жук» под номером 15 007 034, рекорд по выпуску автомобилей одной марки, установленный моделью Ford T в 1927 году был побит                                       |
| 1974       | 1 июля      | Последний «Жук» за номером 11 916 519 покинул сборочную линию в Вольфсбурге                                                                                               |
| 1978       | 19 января   | Последний произведённый в Германии «Жук» за номером 16 255 500 покинул сборочную линию в Эмдене                                                                           |
| 1980       | 10 января   | После 31 года производства и выпуска 331 847 автомобилей прекращено производство кабриолетов                                                                              |
| 1981       | 15 мая      | 20-миллионный «Жук» сходит с конвейера в городе Пуэбла в Мексике |
| 2003       | 30 июля     | Последний «Жук» за номером 21 529 464 изготовлен в Мексике |

## Конструкция

### Кузов и оборудование
Основой автомобиля являлось несущее днище, в заднюю часть которого был встроен двигатель, объединённый с коробкой передач. Внутри центральной балки проходили все тяги и кабели, необходимые для управления двигателем, трансмиссией и тормозами, а также топливный трубопровод от расположенного спереди бензобака. Сваренный из металлических штампованных деталей двухдверный кузов устанавливался сверху и привинчивался к днищу, добавляя жёсткости всей конструкции.
У кабриолета верх состоял из двух металлических складывающихся боковин и деревянных и трубчатых поперечин. На них была натянута прорезиненная ткань, под которой находилась войлочная тепло- и шумоизоляция. Изнутри потолок был отделан трикотажной тканью. Для поднятия верха надо было снять с него чехол, освободить крепящие верх защёлки, поднять его до тех пор, пока передняя часть не попадёт в направляющие над ветровым стеклом и, наконец, закрепить всё конструкцию с помощью двух зажимов.
В салоне спереди были расположены два раздельных сиденья, сзади — цельный диван, за спинкой которого размещался багажник объёмом примерно 115—140 литров. С середины 1960-х спинка стала складывающейся, что позволяло увеличивать объём багажника. Основной багажник располагался в передней части автомобиля и первоначально имел объём примерно 85 литров. В 1959 году за счёт иного размещения более плоского бензобака схожего объёма размер багажника удалось увеличить до примерно 140 литров. Благодаря новой передней подвеске «Супер Жука» стало возможным разместить запасное колесо горизонтально, что увеличило объём багажника до примерно 260 литров.
Простейшая передняя панель автомобилей первых лет выпуска в начале 1950-х была заменена на более аккуратную с закрытым перчаточным ящиком, пепельницей и устанавливавшимся по заказу радио. Чуть позже она была перекомпонована и, с небольшими изменениями, дожила до окончания производства автомобиля. У «Супер Жука» с панорамным ветровым стеклом была оригинальная, более современная панель с отделкой.
На автомобилях первых лет в качестве указателя поворота использовался выпадающий из центральной стойки красный, подсвечиваемый изнутри, рычажок (семафор). Приводился он в движение с помощью электромагнита, а управлялся переключателем на панели приборов.
До 1960-х на автомобиле не было датчика уровня топлива. Бака ёмкостью 40 литров хватало на 500 километров пробега в обычных условиях. Как только двигатель начинал «чихать», что говорило о нехватке бензина, необходимо было повернуть специальный рычажок под передней панелью, открыв подачу топлива из резервного бака, которого хватало ещё примерно на 60 километров.
Первоначально отопление салона осуществлялось непосредственно обдувающим двигатель воздухом, который по каналам подавался в салон и на ветровое стекло. В 1962 году в системе был установлен воздухообменник. В нём холодный воздух обтекал горячую выхлопную трубу, нагревался и попадал в салон. Нагнетался воздух тем же вентилятором, который обеспечивал обдув двигателя. Подача воздуха регулировалась первоначально с помощью вращающегося «барашка», а позже — с помощью двух рычагов, заведующих обогревом передней и задней частей салона. На «Супер Жук» с начала 1970-х, помимо системы отопления, спереди устанавливался двухскоростной вентилятор, который просто нагнетал свежий воздух в салон. Но, по заказу, вместо него можно было установить дополнительный бензиновый отопитель или кондиционер.

### Двигатель и трансмиссия
За задней осью автомобиля располагался четырёхцилиндровый бензиновый оппозитный двигатель. Каждый цилиндр был выполнен отдельно, изготовлен из алюминиевого сплава с чугунной гильзой внутри и имел оребрение для лучшего охлаждения. Пара цилиндров накрывалась головкой, в которой располагались клапаны и коромысла, приводимые толкателями от расположенного в картере из магниевого сплава распредвала (OHV). Снаружи цилиндры были закрыты кожухом с вентилятором, который подавал воздух для охлаждения двигателя.
Питание двигателя осуществлялось с помощью карбюратора, топливо к которому подавалось от расположенного в передней части автомобиля бензобака. С 1975 года на некоторые модели стали устанавливать электронную систему распределённого впрыска топлива, а также каталитический нейтрализатор выхлопных газов.
Механическая четырёхступенчатая коробка передач была установлена перед двигателем. Внутри неё, в едином картере, размещались главная передача и дифференциал (Transaxle), от которого с помощью полуосей вращение передавалось на задние колёса.
С 1961 года можно было заказать полуавтоматическую трансмиссию Saxomat, в которой передачи переключались вручную, а работой сцеплений управляла автоматика. В системе использовались два последовательно установленных сцепления, первое замыкалось при перемещении рычага переключения передач, а второе — при нажатии на педаль акселератора, позволяя плавно трогаться с места.
С 1968 по 1975 годы предлагалась полуавтоматическая трансмиссия другого типа. В ней применялся гидротрансформатор, который обеспечивал плавный старт и выполнял функцию первой передачи. Передачи трёхступенчатой коробки передач переключались вручную с автоматическим включением и выключением сцепления.
Охлаждение двигателя осуществляется центробежным вентилятором, рабочее колесо которого сидит на одном валу с якорем генератора. Помимо развитого оребрения цилиндров, вентилятор обдувает и вынесенный в воздуховод масляный радиатор, таким образом обеспечивается необходимый температурный режим всех компонентов двигателя.

### Ходовая часть
На автомобиль устанавливались передняя и задняя независимые подвески, в качестве упругих элементов в которых первоначально использовались торсионы.
По два продольных рычага с каждой стороны передней подвески были консольно вставлены в трубы, верхнюю и нижнюю. Внутри труб они надевались на торсионы, каждый из которых состоял из пакета стальных лент, закреплённого по центру. При качании рычагов вверх-вниз пакет лент скручивался, обеспечивая упругое сопротивление. В середине 1960-х шкворни в подвеске были заменены на шаровые шарниры. У «Супер Жука» была своя полностью оригинальная передняя подвеска, в которой применялись поперечные нижние рычаги, растяжка и качающиеся стойки типа Макферсон.
В задней подвеске по одному продольному рычагу с каждой стороны вставлялось в приваренную к основанию кузова трубу. Каждый рычаг надевался на свой, размещённый внутри трубы и закреплённый по центру торсион, выполненный из прутка. Поперечные усилия воспринимались окружавшими приводные валы трубчатыми рычагами, шарнирно закреплёнными на картере коробки передач. В 1960-х в заднюю подвеску добавили пружины на помощь торсионам. А в 1970-х сзади были установлены треугольные рычаги, воспринимавшие и продольные, и поперечные усилия.
В рулевом управлении автомобилей первых лет выпуска применялся червячный рулевой механизм. Позже он был заменён на более совершенный механизм типа винт с шариковой гайкой. В начале 1960-х рулевой привод был дополнен демпфером, что позволило снизить вибрацию рулевого колеса, а рулевая колонка стала безопасной, складывающейся при ударе. На «Супер Жуке» применялось реечное рулевое управление.
Первоначально автомобиль имел механический привод тормозов, в котором усилие от педали тормоза с помощью рычагов и тросов передавалось на четыре барабанных тормоза. Начиная с 1950 года часть моделей стали оборудовать гидравлическим тормозным приводом. В середине 1960-х на самых мощных моделях появились дисковые тормоза спереди, и привод тормозов стал двухконтурным.

## Производство
| Сборка    | Сборка                      | Сборка                           | Сборка                                            | Сборка     |
| Годы      | Страна                      | Город                            | Предприятие                                       | Количество |
| --------- | --------------------------- | -------------------------------- | ------------------------------------------------- | ---------- |
| 1946—1974 | Германия                    | Вольфсбург                       | Wolfsburg Volkswagen Plant                        | 11 916 519 |
| 1964—1978 | Германия                    | Эмден                            | Volkswagenwerk Emden                              | 2,4 млн    |
| 1965—1969 | Германия                    | Ингольштадт                      | Ingolstadt plant                                  | 348 тыс.   |
| 1950—1977 | Ирландия                    | Дублин                           | Motor Distribution Limited                        |            |
| 1951—1979 | Южно-Африканская Республика | Эйтенхахе                        | African Motor Assemblers and Distributors (SAMAD) |            |
| 1951—1986 | Бразилия                    | Сан-Пауло, Сан-Бернарду-ду-Кампу | Brasmotor, Volkswagen do Brasil                   | 3,1 млн    |
| 1993—1996 | Бразилия                    | Сан-Пауло, Сан-Бернарду-ду-Кампу | Brasmotor, Volkswagen do Brasil                   | 3,1 млн    |
| 1954—1972 | Новая Зеландия              | Otahuhu                          | Motor Holdings                                    |            |
| 1954—1975 | Бельгия                     | Брюссель                         | Volkswagen Bruxelles                              | 1 143 664  |
| 1954—1976 | Австралия                   | Мельбурн                         | Volkswagen Manufacturing (Australia)              |            |
| 1959—1982 | Филиппины                   | Манила                           | DMG Motors                                        |            |
| 1961—1987 | Уругвай                     |                                  |                                                   |            |
| 1963—1981 | Венесуэла                   |                                  |                                                   |            |
| 1964—1981 | Португалия                  |                                  |                                                   |            |
| 1964—2003 | Мексика                     | Пуэбла-де-Сарагоса               | Volkswagen de Mexico                              | 1,7 млн    |
| 1966—1975 | Коста-Рика                  |                                  |                                                   |            |
| 1966—1987 | Перу                        |                                  |                                                   |            |
| 1968—1974 | Сингапур                    | Сингапур                         | Champion Motors                                   |            |
| 1968—1977 | Малайзия                    |                                  |                                                   |            |
| 1972—1974 | Таиланд                     |                                  |                                                   |            |
| 1972—1976 | Индонезия                   |                                  |                                                   |            |
| 1973—1976 | Югославия                   | Сараево                          | Tvornica Automobila Sarajevo (TAS)                |            |
| 1975—1987 | Нигерия                     | Лагос                            | Volkswagen of Nigeria                             |            |

| Выпуск    | Выпуск      | Выпуск     |
| Год       | Изготовлено | Всего      |
| --------- | ----------- | ---------- |
| 1941—1949 | 86 182      | 86 182     |
| 1950      | 81 979      | 168 161    |
| 1951      | 93 709      | 261 870    |
| 1952      | 114 348     | 376 218    |
| 1953      | 151 323     | 527 541    |
| 1954      | 202 174     | 729 715    |
| 1955      | 279 986     | 1 009 701  |
| 1956      | 333 190     | 1 342 891  |
| 1957      | 380 361     | 1 723 452  |
| 1958      | 451 526     | 2 174 978  |
| 1959      | 575 407     | 2 750 384  |
| 1960      | 739 455     | 3 489 827  |
| 1961      | 827 850     | 4 317 677  |
| 1962      | 877 014     | 5 194 691  |
| 1963      | 838 488     | 6 033 179  |
| 1964      | 948 370     | 6 981 549  |
| 1965      | 1 090 863   | 8 072 412  |
| 1966      | 1 080 165   | 9 152 577  |
| 1967      | 925 787     | 10 078 364 |
| 1968      | 1 186 134   | 11 264 498 |
| 1969      | 1 219 314   | 12 483 812 |
| 1970      | 1 196 099   | 13 679 911 |
| 1971      | 1 291 612   | 14 971 523 |
| 1972      | 1 220 686   | 16 192 209 |
| 1973      | 1 206 018   | 17 398 227 |
| 1974      | 791 053     | 18 189 280 |
| 1975      | 441 116     | 18 630 396 |
| 1976      | 383 277     | 19 013 673 |
| 1977      | 258 634     | 19 272 307 |
| 1978      | 271 673     | 19 543 980 |
| 1979      | 263 340     | 19 807 320 |
| 1980      | 236 177     | 20 043 497 |
| 1981      | 157 505     | 20 201 002 |
| 1982      | 138 091     | 20 339 093 |
| 1983      | 119 745     | 20 458 838 |
| 1984      | 118 138     | 20 576 976 |
| 1985      | 86 189      | 20 663 165 |
| 1986      | 46 633      | 20 709 798 |
| 1987      | 17 166      | 20 726 964 |
| 1988      | 19 008      | 20 745 972 |
| 1989      | 32 421      | 20 778 393 |
| 1990      | 84 716      | 20 863 109 |
| 1991      | 85 681      | 20 948 790 |
| 1992      | 86 613      | 21 035 403 |
| 1993      | 104 710     | 21 140 113 |
| 1994      | 95 600      | 21 235 713 |
| 1995      | 33 361      | 21 269 074 |
| 1996      | 39 722      | 21 308 796 |
| 1997      | 35 678      | 21 344 474 |
| 1998      | 36 492      | 21 380 966 |
| 1999      | 36 446      | 21 417 412 |
| 2000      | 41 260      | 21 458 672 |
| 2001      | 38 850      | 21 497 522 |
| 2002      | 24 407      | 21 521 929 |
| 2003      | 7535        | 21 529 464 |

## Модели

### 1100 Limousine (1949—1953)
Активное производство «Жука» стартовало в 1946 году, но только с июня 1948 года автомобили стали продавать гражданским лицам. Решение начать экспорт разделило модели на две линии: стандартную (Typ 11) и экспортную (Typ 11a), последняя отличалась некоторыми хромированными деталями (бамперы, колпаки колёс) и улучшенным оснащением (регулируемые передние сиденья).
Из-за характерной формы заднего окна, напоминающего крендель, автомобили первых лет выпуска иногда называют «Брецель Жук» (нем. Brezel-Käfer). Ещё одной отличительной особенностью большинства таких моделей был матовый цвет кузова, так как наладить качественную окраску было сложно.
С 1950 года на экспортные модели начали устанавливать гидравлический привод тормозов вместо механического. Также стала доступна устанавливавшаяся на заводе складывающаяся тканевая крыша. В 1952 году в передних дверях появились поворотные форточки, в коробке передач — синхронизаторы, автомобиль стал комплектоваться колёсами меньшей размерности. В обновлённом салоне появился перчаточный ящик. Снаружи модель этого года отличалась более тонкими бамперами с увеличенными клыками. В 1953 году перегородка в заднем окне исчезла. «Брецель Жук» стал «Овальным» (нем. Ovali). Это значительное в истории модели событие произошло 10 марта 1953 года, при этом площадь окна возросла на 23 %.

### 1100 Cabriolet Hebmüller (1949—1953)
Конструкция автомобилей первой половины XX века с привинченным к раме кузовом позволяла сторонним производителям разрабатывать свои собственные версии. В конце 1940-х годов один из таких изготовителей кузовов, фирма Hebmüller из Бергишес-Ланда, спроектировала кабриолет с кузовом 2+2 на агрегатах «Жука» (Typ 14). Вскоре они получили заказ на 696 автомобилей, которые должны были продаваться через официальных дилеров Volkswagen. Большой пожар остановил начавшееся сотрудничество. Фирма была признана банкротом, а остававшиеся целыми автомобили были позже переделаны на Karmann.

### 1100 Cabriolet Karmann (1949—1953)
Фирма Karmann из Оснабрюка также разработала кабриолет на базе «Жука» (Typ 15). В отличие от кузова 2+2, который использовался на моделях Hebmüller, этот автомобиль имел полноценное заднее сиденье. Тент в сложенном состоянии лежал поверх задней части кузова, которая осталась без изменений. В 1949 году были изготовлены 25 предсерийных автомобилей. После их всесторонних испытаний конструкция была одобрена компанией Volkswagen и заказана первая партия в тысячу штук. Кабриолет понравился покупателям, и его производство было продолжено.

### 1200 Limousine (1954—1973)
В 1954 году автомобиль получил более мощный 30-сильный двигатель увеличенного рабочего объёма. В салоне вместо кнопки стартера появился полноценный замок зажигания, а также освещение. С 1955 года задние фонари стали больше, увеличился багажник, появились две выхлопных трубы, на передних крыльях рядом с фарами стали устанавливать лампочки указателей поворотов. С 1957 года автомобиль стал комплектоваться большего размера ветровым стеклом, заднее окно также стало большим и прямоугольным. В оснащение экспортной модели, помимо новой панели приборов и рулевого колеса, стали включать резиновые коврики. Из технических новинок следует отметить увеличенные тормоза и изменённую заднюю подвеску. В 1959 году появились подножки вдоль порогов.
В 1960 произошло много изменений. Мощность двигателя возросла до 34 л. с., соответственно, на спидометре теперь стали указывать максимальную скорость в 140 км/ч. Появился автоматический стартер, снова увеличился передний багажник, автомобиль стали окрашивать в новые цвета. С августа указатели поворотов переехали на верхнюю часть передних крыльев. Большие улучшения в пассивной безопасности были внедрены в 1961 году. Рулевая колонка теперь складывалась при ударе, появились места для крепления ремней безопасности. На экспортную модель стали устанавливать датчик уровня топлива. По заказу автомобиль можно было оснастить полуавтоматической трансмиссией Saxomat, с ней передачи переключались вручную, но без использования педали сцепления. Это было важной опцией для водителей с повреждёнными конечностями, которых было множество в послевоенные годы. В 1962 году поменялся отопитель, в нём стали применять теплообменник, что избавило салон от запахов из моторного отсека. В 1964 году все окна стали больше, новый замок исключил возможность ездить с приоткрытым капотом, что часто делали в жару.
Первое после войны замедление темпа развития экономики в 1966 году привело к возрастанию интереса к дешёвым автомобилям. Модель 1200 теперь имела такой же кузов, что и модели 1300/1500, но меньшей мощности двигатель. Со следующего года она, по заказу, могла оснащаться более мощным мотором, полуавтоматической коробкой и новой задней подвеской. С появлением в 1970 году нового поколения автомобилей дешёвая модель 1200 постепенно перенимала их новшества, такие как новый руль и рулевую колонку с размещённым на ней управлением стеклоочистителями, вентиляционные решётки на задних стойках, увеличенное заднее окно.

### 1200 Cabriolet (1954—1965)
Помимо разработки самого кабриолета, инженерам фирмы Karmann приходилось решать и другие небольшие проблемы. Так, семафорные (выдвижные) указатели поворотов, которые у обычного «Жука» располагались на центральных стойках, пришлось переместить вниз, за кромку двери, так как центральных стоек у кабриолета не было.
Кабриолет получал все те же технические изменения, что и базовая модель, но были характерные только для него улучшения. В 1954 году был заменён материал мягкого верха. Новая крыша теперь складывалась без морщин. В 1957 году лобовое стекло, так же, как и у обычного «Жука», стало больше, увеличилось и заднее окно. В 1960 году вместо выдвижных указателей поворотов появились лампочки на передних крыльях, а двигатель, как и у седана, стал мощнее.

### 1300 Limousine (1965—1967)
Рабочий объём двигателя «Жука» продолжал расти, в 1965 году он составлял 1300 кубических сантиметров, а мощность увеличилась до 40 л. с. Была модернизирована передняя подвеска, в ней сократилось количество точек смазки и возрос интервал обслуживания. Помимо моделей с новым двигателем, продолжали выпускаться автомобили со старым 34-сильным мотором и полуавтоматической трансмиссией Saxomat. В 1966 году модель получила капот с новым механизмом открывания, в задней подвеске появились дополнительные пружины и сварные рычаги. В 1967 году появились более крупные задние фонари и изменённые бамперы.

### 1300 Cabriolet (1965—1966)
Помимо более мощного двигателя, кабриолет получил новый, вышерасположенный мягкий верх, изготовленный из синтетического материала. Всё остальное оборудование осталось прежним. «Жук» 1300 Кабриолет выпускался всего один год и вскоре был заменён на модель 1500 Кабриолет.

### 1500 Limousine (1966—1967)
«Жук» с новым 44-сильным двигателем от модели Transporter. С таким мотором автомобиль был способен разогнаться до 125 км/ч. Безопасность движения на такой скорости обеспечивалась передними дисковыми тормозами, впервые появившимися на модели.

### 1300 Limousine (1967—1973)
В 1967 году «Жук» был модернизирован. Снаружи это видно по новым, напоминающим рельсы (нем. Eisenbahnschienen), бамперам без клыков, вертикально установленным фарам и новым капотом и крышкой багажника. С технической стороны автомобиль был переведён на 12-вольтовое электрооборудование, на него стали устанавливать двухконтурную тормозную систему, появился наружный лючок заправочной горловины. Автомобиль этого периода часто называют «Классическим Жуком».
С 1968 года в качестве стандартного оборудования стали устанавливать электрообогреваемое заднее стекло, фонари заднего хода и дистанционно открываемый лючок бензобака, стало возможным использовать поворотники в качестве аварийной сигнализации. На автомобиль с 1500-кубовым двигателем можно было заказать полуавтоматическую трансмиссию. Она состояла из трёхступенчатой коробки, передачи которые переключались вручную и гидротрансформатора, заменившего сцепление, стартовать можно было с любой передачи. Модифицированная задняя подвеска улучшила управляемость автомобиля, теперь он хорошо рулился с любым багажом. Со следующего года стали предлагать люксовую отделку салона с двухскоростным вентилятором обдува, мягкой отделкой передней панели и запираемым перчаточным ящиком. Полуавтоматическая трансмиссия стала доступна и для модели с 1300-кубовым двигателем. Появилась возможность заказа автомобиля с мотором рабочим объёмом 1200 кубических сантиметров.
Начиная с 1970 года модель 1300 получила двигатель мощностью 44 л. с. с двойным впускным коллектором. Но, по-прежнему, можно было заказать автомобиль и с 1200-кубовым мотором мощностью 34 л. с. На капоте двигателя появились дополнительные прорези для охлаждения, а на задних стойках — решётки вентиляции салона. В 1971 году вновь было увеличено заднее окно. В салоне стали устанавливать новое безопасное рулевое колесо с четырьмя спицами. Под ним разместился рычажок управления стеклоочистителем и, впервые на модели, стеклоомывателем. Для упрощения обслуживания, появляется диагностический разъём в моторном отсеке, в основном с механическими регулировками. В 1972 году был увеличен диапазон регулировки передних сидений, рычаги переключения передач и стояночного тормоза сдвинуты назад, что сделало пользование ими удобнее. На модель 1300 S стали предлагать 1600-кубовый двигатель.

### 1500 Limousine (1967—1970)
Полуторалитровая модель также отличалась новыми, напоминавшими рельсы, бамперами, вертикально стоящими фарами и лючком заправочной горловины на правом крыле. Что касается техники, то этот «Жук» тоже получил 12-вольтовое электрооборудование, двухконтурную тормозную систему и новую заднюю подвеску. Эта модель также могла оборудоваться полуавтоматической трёхступенчатой трансмиссией, первая передача в которой называлась «В гору» (нем. Bergfahrt), вторая «По городу» (нем. Stadtverkehr) и третья — «По трассе» (нем. Überland).
С 1968 года модель стала с завода оборудоваться обогреваемым задним стеклом, новыми задними фонарями и дистанционным приводом открывания лючка бензобака.

### 1500 Cabriolet (1966—1970)
С 1966 года кабриолеты изготовления Karmann стали оборудовать 1500-кубовым двигателем. Внешние изменения последовали в следующем году: новые фары, бамперы и задние фонари. А также, 12-вольтовое электрооборудование, двухконтурная тормозная система и внешний лючок бензобака. Кроме того, кабриолет имел хромированные накладки снизу задних крыльев и запираемые на замок перчаточный ящик и передний багажник. Автомобиль можно было заказать как с ручной, так и с полуавтоматической коробкой передач.

### 1302 Limousine (1970—1972)
В 1970 году появился «Супер Жук». Модель 1302 получила новую современную переднюю подвеску со стойками типа Макферсон. В сочетании с немного увеличенной колёсной базой и задней подвеской на косых рычагах, это дало автомобилю совершенно другой уровень ходовых свойств. В соответствии с американскими требованиями была повышена пассивная безопасность автомобиля, передний и задний бамперы теперь устанавливались на энергопоглощающие амортизаторы.
Модель 1302 оснащалась 1,3-литровым двигателем мощностью 44 л. с., а 1302 S — 1,6-литровым мотором мощностью 50 л. с. Оба двигателя имели изменённую систему впуска и новый масляный радиатор. Более мощная модель стандартно оборудовалась передними дисковыми тормозами. В 1971 году для лучшего охлаждения на крышке двигателя появились прорези. В салоне стали устанавливать новое рулевое колесо с четырьмя спицами на безопасной рулевой колонке. Двигатель теперь оснащался улучшенным карбюратором повышенной производительности.

### 1302 Cabriolet (1970—1972)
Те же изменения, что получил седан, были сделаны и у кабриолета. Он оборудовался большим 1600-кубовым двигателем мощностью 50 л. с. с новой двойной системой впуска. Модель стандартно имела передние дисковые тормоза. Её верх был переработан таким образом, чтобы его можно было складывать более компактно, что улучшило обзор назад.

### 1303 Limousine (1972—1975)
В 1973 году были произведены последние крупные изменения «Жука» и он получил обозначение 1303. Появилось панорамное ветровое стекло и большие, круглые задние фонари. В салоне появилась новая  передняя панель с отделкой, на которой с целью безопасности были установлены утопленные переключатели. В целом автомобиль стал казаться больше и современнее. В 1973 году была представлена экономичная модель 1303 A с двигателем от «Жука» 1200, которая была ориентирована в первую очередь для использования в корпоративном секторе и коммерческих перевозок. В 1974 году указатели поворотов переместились с крыльев на бампер и на модель стали устанавливать реечное рулевое управление. В целом, автомобиль в последние годы производства заимствовал множество деталей от своего преемника модели Golf.
1 июля 1974 года последний «Жук» сошёл с конвейера завода в Вольфсбурге, освободив дорогу последователям.

### 1303 Cabriolet (1972—1980)
Как и в случае с седаном, кабриолет также был заменён на модель 1303. С 1974 года все дополнительные индексы были убраны из обозначения, автомобиль теперь называлась просто «1303 Кабриолет». Указатели поворотов переехали с крыльев на передний бампер, появились новые цвета окраски кузова.
После 31 года производства и выпуска 331 847 автомобилей производство кабриолетов было прекращено 10 января 1980 года. Это был самый массовый открытый автомобиль в мире до тех пор, пока его рекорд не был побит моделью Golf.

### 1200/1200 L (1973—1985)
Дешёвый «Жук» (нем. Spar-Käfer), модель 1200,  также получила большие задние фонари и бамперы прямоугольного профиля, окрашенные в чёрный цвет. Версия 1200 L имела хромированные бамперы, вентиляционные решётки, «жабры» (нем. Kiemen) позади задних окон и двухрежимные стеклоочистители. Эта модель комплектовалась как 1200-кубовым двигателем мощностью 34 л. с., так и мотором рабочим объёмом 1300 кубических сантиметров мощностью 44 л. с. С 1974 года модель 1200 лишилась колпаков на колёсах, а затем — крышки перчаточного ящика. У обеих моделей указатели поворотов переехали с крыльев на передний бампер. С 1975 года помимо базового, модели могли оснащаться 1600-кубовым двигателем мощностью 50 л. с., производство моторов мощностью 44 л. с. было прекращено.
Осенью 1973 года в продажу поступил «Джинсовый Жук» (нем. Jeanskäfer) первой серии цвета «Жёлтый Тунис» (нем. Tunisgelb). В марте 1974 года появились автомобили второй серии, окрашенные в цвета «Жёлтый бриллиант» (нем. Brillantgelb) и «Красный Феникс» (нем. Phoenixrot). И, наконец, в октябре 1974 года была выпущена третья серия цвета «Оранжевый Непал» (нем. Nepalorange). Отличительной чертой всех автомобилей являлись сиденья с джинсовой обивкой. Спортивные колёса, 12-вольтовое электрооборудование, обогрев заднего стекла и галогенные фары делали эти модели привлекательнее.
После прекращения производства в Германии дешёвый «Жук» стали экспортировать из Мексики. 20-миллионный автомобиль сошёл с конвейера завода в Пуэбла-де-Сарагоса 15 мая 1981 года. Эта была модель специальной серии «Серебряный Жук» (нем. Silberner Käfer) с юбилейной табличкой около рычага переключения передач.
Последняя партия из 3000 автомобилей прибыла в Германию 12 августа 1985 года, официальные продажи «Жука» в Европе прекратились.

### 1600/1600i (1970—2003)
На заводе Volkswagen в Пуэбла-де-Сарагоса, Мексика сборку «Жуков» начали в 1964 году. С 1970-го там производился так называемый «Мексиканский Жук» (нем. Mexiko-Käfer, Typ 113) с 1600-кубовым двигателем мощностью 46 л. с., предназначенный только для местного рынка. Постепенно он совершенствовался, перенимая многие детали своего преемника. Частные фирмы экспортировали «Мексиканского Жука» в Германию до тех пор, пока последний автомобиль не сошёл с конвейера.
В 1992 году автомобиль получил двигатель с впрыском топлива и каталитический нейтрализатор. Эта модель (Typ 121) оборудовалась передними дисковыми тормозами и более мощным генератором. С 1996 года бамперы стали окрашивать в цвет кузова, а ручки дверей и окантовки окон стали чёрными.
Последний из партии в 3000 автомобилей в специальном исполнении (исп. Última Edición) был собран 30 июля 2003 года. Окрашенные в цвета «Синий Водолей» (англ. Aquarius-blue) и «Бежевая луна» (англ. Harvest Moon Beige) модели имели хромированные колпаки колёс и наружные зеркала, двухспицевое рулевое колесо с гербом Вольфсбурга и радио с CD-плеером. Всего за все годы на разных заводах было изготовлено 21,53 млн. «Жуков».

## Оценка
Высокая популярность описываемого автомобиля объясняется несколькими факторами.
«Жука» с его округлыми формами, капотом и фарами в виде глаз отличает яркая индивидуальность. Его простой дизайн был фактором, который привлекал покупателей. Его оппозитный воздушного охлаждения двигатель с двойной выхлопной системой имел практически уникальный звук.
Полноценный четырёхместный автомобиль был выгодной покупкой. Он был недорог, обслуживание его было простым, а запчасти доступны. В любой мастерской можно было легко исправить любую поломку. «Даже школьница с помощью пилки для ногтей и заколки сможет отрегулировать этот двигатель»: — шутили журналисты Motor Trend.
Независимая подвеска и расположенный сзади двигатель давали «Жуку» прекрасную проходимость, а отличное рулевое и хороший баланс ходовых свойств выделяли автомобиль среди других моделей. За счёт этого и более просторного салона «Жук», как правило, побеждал в сравнении с похожими автомобилями. Но более современные автомобили были лучше: просторны, но тише, комфортнее и имели полноценную систему вентиляции и отопления.
Тестеры критиковали «Жука» за медлительность. Его слабый мотор едва мог разогнать автомобиль до скорости более 100 км/ч. Критически настроенные журналисты Car and Driver писали в 1965 году, что «Жук» по-прежнему медлителен, неустойчив в движении и не пригоден для длительных поездок, однако, его продажи были велики благодаря репутации экономичного и простого транспортного средства, которое дёшево обслуживается.

## Наследие
В 2021 году дизайн «Жука» концерна Volkswagen без соответствующего разрешения был скопирован китайской компанией Great Wall и представлен в качестве собственного концепта компактного хетчбэка.